# Противоязвенные препараты и препараты для лечения гастроэзофагеального рефлюкса
Противоя́звенные препара́ты и препара́ты для лече́ния гастроэзофагеа́льного рефлю́кса (англ. Drugs for peptic ulcer and gastro-oesophageal reflux disease (GORD)) — группа лекарственных препаратов под кодом A02B анатомо-терапевтическо-химической классификации (АТХ).
В данной статье свойства лекарственных препаратов даются только в отношении их использования в терапии кислотозависимых заболеваний.
Все упоминаемые в статье лекарственные препараты называются только по их действующим веществам (международным непатентованным названиям). Торговые наименования конкретных лекарств, при необходимости, можно уточнить по «Реестру лекарственных средств» или по базе данных ФГУ «Научный центр экспертизы средств медицинского применения» Росздравнадзора РФ.

## Состав группы «Противоязвенные препараты и препараты для лечения гастроэзофагеального рефлюкса»
По классификации АТХ в группу A02B «Противоязвенные препараты и препараты для лечения гастроэзофагеального рефлюкса» входят пять подгрупп:
- A02BA Блокаторы H2-гистаминовых рецепторов (синоним: Н2-блокаторы).
- A02BB Простагландины.
- A02BC Ингибиторы протонового насоса (синонимы: ингибиторы протонного насоса, ингибиторы протонной помпы; наиболее часто употребляется аббревиатура ИПП — в том числе, по аналогии с англ. IPP).
- A02BD Комбинации препаратов для эрадикации Helicobacter pylori.
- A02BX Прочие противоязвенные препараты и препараты для лечения гастроэзофагеального рефлюкса.

## Антисекреторные препараты
В 1910 году Карл Шварц выдвинул постулат: «Нет кислоты — нет язвы». В соответствии с этим постулатом многие из противоязвенных препаратов тем или иным способом снижают кислотность желудочного содержимого: или путём нейтрализации уже секретированной кислоты (такие препараты относятся к группе антацидов), или воздействуя угнетающим образом на механизмы секреции соляной кислоты. В гастроэнтерологии антисекреторными препаратами принято называть ингибиторы протонного насоса, Н2-блокаторы и периферические М-холинолитики.

### Механизмы секреции соляной кислоты и её ингибирования
Секреция соляной кислоты в желудке происходит в париетальной клетке. Противоположные мембраны этой клетки функционально резко отличаются.
Процесс секреции соляной кислоты происходит на апикальной (направленный в просвет желудка) мембране, он основан на трансмембранном переносе протонов и непосредственно осуществляется специфическим протонным насосом — Н+/К+-АТФазой. При активизации молекулы Н+/К+-АТФазы встраиваются в мембрану секреторных канальцев париетальной клетки и переносят ионы водорода H+ из клетки в просвет железы, обменивая их на ионы калия K+ из внеклеточного пространства. Этот процесс предваряет выход из цитозоля париетальной клетки ионов хлора Cl-, таким образом в просвете секреторного канальца париетальной клетки и образуется соляная кислота.
На противоположной, базолатеральной мембране, располагается группа рецепторов, которые регулируют секреторную активность клетки: гистаминовые
Н2, гастриновые CCKB и ацетилхолиновые М3. В результате их воздействия в париетальных клетках увеличивается концентрация кальция Ca2+ и циклического аденозинмонофосфата (цАМФ), что приводит к активации тубуловезикул, содержащих Н+/К+-АТФазы. На базолатеральной мембране также расположены рецепторы ингибиторов секреции соляной кислоты — простагландинов Е2 и соматостатина, эпидермального фактора роста и другие.
Действие антисекреторных препаратов основано либо на блокаде стимулирующих воздействий на уровне рецепторов, либо на блокаде внутриклеточных ферментов, участвующих в продукции соляной кислоты Н+/К+-АТФазы. Разные группы антисекреторных препаратов (М-холинолитики, H2-блокаторы, ингибиторы протонного насоса и другие) воздействуют на разные элементы париетальной клетки.

### М-холинолитики
М-холинолитики (синонимы: антихолинергические средства, М-холиноблокаторы) подразделяются на неселективные (или системные) и селективные. Неселективные воздействуют на все типы М-холинорецепторов, а селективные — только на определённые.
М-холинолитики являются одними из самых старых противоязвенных средств. Исторически первые из них — препараты белладонны и атропин. Последний в прошлом был основным лекарством для лечения кислотозависимых заболеваний, однако его неизбирательное воздействие на имеющиеся во многих органах М-холинорецепторы порождает множество серьёзных побочных эффектов (тахикардия, сухость во рту, расстройства аккомодации, раздражительность, головная боль, нарушения сна). Не имеющий такого количества недостатков платифиллин заметно менее эффективен. Другие неселективные периферические М-холинолитики, такие как метоциния йодид, тоже обладают большим количеством побочных эффектов.
Из М-холинолитиков наиболее эффективным является селективный М1-холинолитик пирензепин, который блокирует М1-холинорецепторы на уровне интрамуральных ганглиев и, таким образом, тормозит стимулирующего влияние блуждающего нерва на секрецию соляной кислоты и пепсина, не оказывая ингибирующего воздействия на М-холинорецепторы слюнных желез, сердца и других органов. Пирензепин (единственный из М-холинолитиков) включён в рассматриваемую в данной статье группу A02B (код АТХ A02BX03). Однако по своим кислотоблокирующим свойствам он сильно проигрывает не только ингибиторам протонного насоса, но и Н2-блокаторам и, не имея перед ними никаких преимуществ, он, как и другие М-холинолитики, в терапии кислотозависимых заболеваний применяются всё реже.

### H2-блокаторы
H2-блокаторы (синоним: блокаторы H2-гистаминовых рецепторов) конкурентным образом воздействуют на гистаминовые Н2-рецепторы, блокируя, тем самым, стимулирующее действие гистамина. Наиболее известны H2-блокаторы: циметидин, ранитидин и фамотидин.
См. основную статью «Блокаторы H2-гистаминовых рецепторов».

### Ингибиторы протонного насоса
Ингибиторы протонного насоса, встраиваясь в Н+/К±АТФазу, блокируют транспортировку ею ионов водорода Н+ в просвет желудка. Наиболее известный ингибитор протонного насоса — омепразол.
См. основную статью «Ингибиторы протонного насоса».

### Блокаторы гастриновых рецепторов
Несмотря на многолетний поиск ингибиторов гастриновых рецепторов и создание нескольких препаратов этого типа, до широкого их использования в практической медицине далеко. Неселективный блокатор гастриновых рецепторов проглумид, код A02BX06, блокирует оба подтипа гастриновых рецепторов: CCKA и CCKB. По степени угнетения кислотопродукции он эквивалентен первому поколению Н2-блокаторов, но не имеет такого числа побочных эффектов. Селективные антагонисты гастриновых рецепторов лорглумид и девазипид, позиционированные при разработке как противоязвенные препараты, пока не нашли своего применения в клинической практике. В России ни один из перечисленных препаратов—блокаторов гастриновых рецепторов не зарегистрирован.

### Новые классы антисекреторных средств
В настоящее время ведутся исследовательские работы, направленные на создание новых антисекреторных средств:
- новый тип блокаторов Н+/К+-АТФазы, так называемые антагонисты кислотного насоса (англ. acid pump antagonist), которые, в отличие от ингибиторов протонного насоса, блокируют механизм транспортировки Н+/К+-АТФазой ионов калия К+[7],
- блокаторов и стимуляторов мембранных рецепторов Ca2+[8].

## Простагландины
В данной статье рассматриваются простагландины — противоязвенные препараты, простагландины — липидные физиологически активные вещества описываются в статье «Простагландины».

Мизопростол — синтетический аналог простагландина Е_{1}

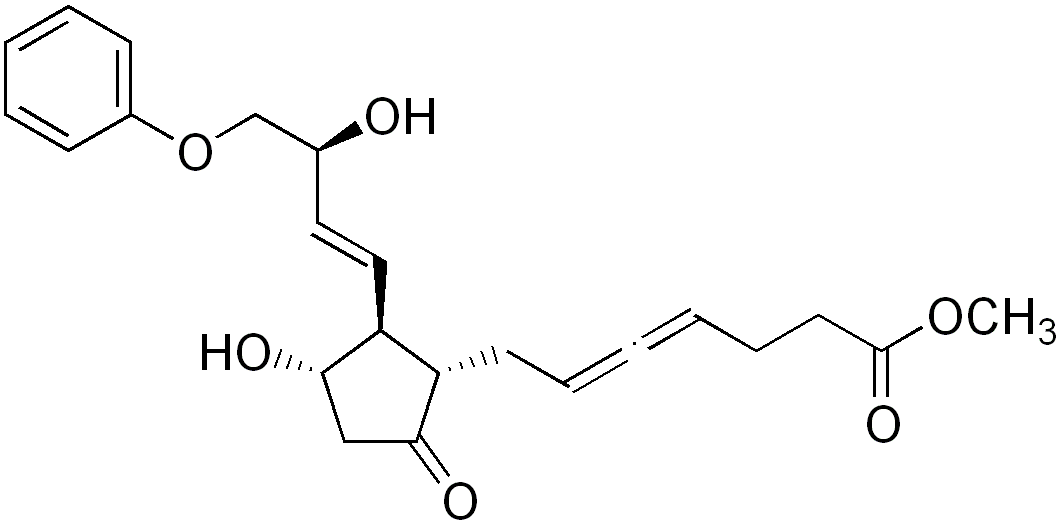
Энпростил — синтетический аналог простагландина Е_{2}

Простагландины в широком смысле — гормоноподобные вещества, которые синтезируются почти во всех тканях организма. Они участвуют в регуляции кровяного давления, сокращениях матки, снижают секрецию желудочного сока и уменьшают его кислотность, являются медиаторами воспаления и аллергических реакций, принимают участие в деятельности различных звеньев репродуктивной системы, играют важную роль в регуляции деятельности почек, оказывают влияние на различные эндокринные железы и ряде других физиологических процессов. В зависимости от химической структуры, простагландины относятся к той или иной серии: A, B, C, D, E, F, G, H, I.
Без участия простагландинов серии Е (Е1 и Е2) невозможна продукция адекватной по количеству и качеству гастродуоденальной слизи, секреция в просвет желудка бикарбонатов, сохранение достаточного объемного кровотока в слизисто-подслизистом слое, обеспечение восстановления слизистой. Недостаток простагландинов Е1 и Е2 решающим образом снижает защитные свойства гастродуоденальной слизистой оболочки.
Нестероидные противовоспалительные препараты (синоним: нестероидные противовоспалительные средства, часто употребляемая аббревиатура: НПВС) — класс широко применяемых лекарств, без которых невозможна терапия многих заболеваний. Наиболее известным представителем НПВС является аспирин. НПВС, несмотря на различия химического строения, имеют общий механизм действия всех эффектов (болеутоляющего, противовоспалительного, жаропонижающего, десенсибилизирующего), в основе которого лежит угнетающее влияние на биосинтез простагландинов, в том числе простагландинов Е1 и Е2. Приём НПВС нередко является причиной изъязвления гастродуоденальной зоны, в том числе наиболее частой причиной возникновения язвы желудка и двенадцатиперстной кишки для неинфицированных Helicobacter pylori.
Часто, когда терапия НПВС необходима, для компенсации ингибированных НПВС простагландинов применяются лекарственные средства — химические аналоги природных простагландинов. Они оказывают избирательное воздействие и не вызывают ряд серьёзных побочных эффектов, а также не инактивируются столь быстро, как природные. Группу противоязвенных лекарственных препаратов «A02BB Простагландины» составляют мизопростол и энпростил — синтетические аналоги простагландинов, соответственно, Е1 и Е2.
Мизопростол и энпростил обладают антисекреторными и цитопротекторными свойствами. Связываясь с рецепторами париетальных клеток желудка, они угнетают базальную, стимулированную и ночную секрецию желудочного сока и соляной кислоты, усиливают образование бикарбоната и слизи, улучшает кровоток. Уменьшают базальную (но не стимулированную гистамином) продукцию пепсина. Повышают устойчивость слизистой оболочки желудка и предупреждают развитие эрозивно-язвенных поражений, способствует заживлению пептических язв. У больных, принимающих НПВС, уменьшают частоту развития язв желудка и двенадцатиперстной кишки, снижают риск язвенного кровотечения.
Побочные действия мизопростола и энпростила: преходящая диарея, легкая тошнота, головная боль, боль в животе.
В педиатрии простагландины применяются в исключительных случаях.
Мизопростол в увеличенной дозе используется при медикаментозных абортах.
Существуют другие противоязвенные препараты — аналоги природных простагландинов: риопростил (аналог Е1), арбапростил и тимопростил (аналоги Е2). Из всех перечисленных в данной статье простагландинов в России разрешён к применению только мизопростол. Food and Drug Administration (государственный орган США) мизопростол одобрен к применению, как рецептурное средство, только для профилактики НПВС-индуцированных язв.
Кроме простагландинов — противоязвенных препаратов, существуют иные синтетические аналоги простагладинов, предназначенные для других медицинских применений и не относящиеся к группе «A02BB Простагландины»: алпростадил (аналог простагландина Е1), динпрост (аналог F2) и другие.

## Гастропротекторы, обволакивающие, вяжущие средства

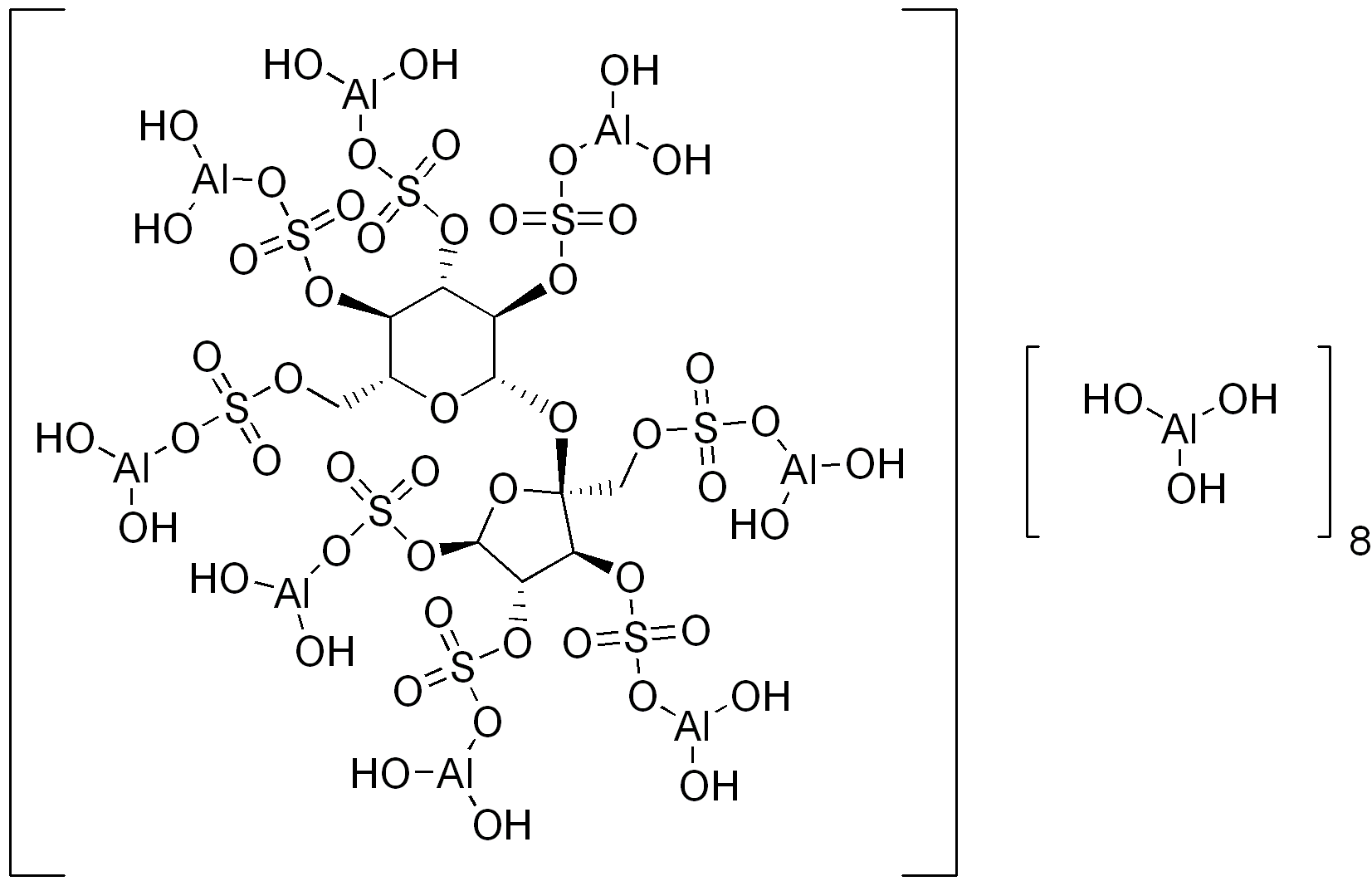
Сукралфат

### Сукралфат
Сукралфат (другое написание: сукральфат), код АТХ A02BX02. По «Фармакологическому указателю» относится к группе «Антациды и адсорбенты». При попадании в желудок, под действим кислоты желудочного сока, сукралфат образует пастообразную массу, выполняющую для язвы роль протектора. Антацидными свойствами не обладает.

### Висмута трикалия дицитрат
Висмута трикалия дицитрат (синоним: висмута субцитрат), код АТХ A02BX05. По «Фармакологическому указателю» относится к группе «Пленкообразующие гастропротекторы». Цитопротектор. Увеличивает синтез простагландина Е2, стимулирующего образование слизи и секрецию бикарбоната. Оказывает местное бактерицидное действие на Helicobacter pylori, нарушая целостность стенки микробных клеток, препятствуя адгезии Helicobacter pylori на эпителиальных клетках, ингибируют его уреазу, фосфолипазу и протеолитическую активность. Сочетание обволакивающих, цитопротективных и антибактериальных свойств висмута трикалия дицитрата позволяет использовать его в схеме эрадикационной терапии.

### Висмута субнитрат
Висмута субнитрат, код АТХ A02BX12. По «Фармакологическому указателю» относится к группам «Антациды и адсорбенты» и «Антисептики и дезинфицирующие средства». Цитопротектор. Вяжущее. Антисептическое средство. Применяется при лечении гастродуоденита, язвенной болезнь желудка и двенадцатиперстной кишки, рефлюкс-эзофагита, энтерита, колита. Подавляет рост и развитие Helicobacter pylori (эффективность подавления небольшая). Слабый антацид. Применяется также при лечении воспалений кожи.

### Альгиновая кислота
Альгиновая кислота, код АТХ A02BX13. По «Фармакологическому указателю» альгинаты относятся к группам «Антациды и адсорбенты». Антирегургитант. При взаимодействии препарата с кислотой желудочного сока, под действием альгинатов происходит нейтрализация последней, образуются гель, который предохраняет слизистую пищевода, предохраняя её от дальнейшего воздействия соляной кислоты и пепсина, что проявляется в значительном ослаблении диспепсических и болевых ощущений. Одновременно обеспечивает защиту от щелочных рефлюксов желудочного содержимого в пищевод.

### Алгелдрат + магния гидроксид
Комбинированное лекарственное средство, распространяемое под торговой маркой Маалокс и несколькими другими. Оказывает антацидное, адсорбирующее, обволакивающее, ветрогонное и желчегонное действие.

## Комбинации препаратов для эрадикации Helicobacter pylori
Состав группы A02BD Комбинации препаратов для эрадикации Helicobacter pylori отражает классический подход к эрадикации Helicobacter pylori, заключающийся в том, что для эрадикации необходимо использование «тройной терапии», включающей ингибитор протонного насоса и два антибиотика, однако современный подход («Маастрихтские консенсусы») к эрадикации Helicobacter pylori допускает применение в основных схемах и иных препаратов, например, ранитидина висмута цитрат. Эрадикационная терапия отличаются довольно высокой агрессивностью, поскольку включают не менее двух антибактериальных препаратов. Подобное вмешательство небезразлично для детского или ослабленного организма и нередко сопровождается развитием побочных эффектов. Кроме того, применение стандартных схем часто оказывается недостаточно эффективным в связи с широко распространенной и постоянно растущей резистентностью штаммов Helicobacter pylori к применяемым антибактериальным препаратам, в первую очередь, к метронидазолу и кларитромицину. Поэтому круг применяемых на практике препаратов для эрадикации Helicobacter pylori заметно шире представленных в группе A02BD.
См. основную статью «Эрадикация Helicobacter pylori».

## Сравнение препаратов для лечения кислотозависимых заболеваний
Для заживления язвы желудка или двенадцатиперстной кишки необходимо поддержание рН в желудке больше 3 не менее 18 часов в сутки в течение 3 — 6 недель. Для заживления эрозии пищевода — рН в пищеводе должно быть более 4 в течение 16 часов от 8 до 12 недель. Оптимальное значение рН (в течение не менее 16 часов в сутки) для функциональной диспепсии и поддерживающей терапии ГЭРБ — не менее 3, при эрозивной ГЭРБ и повреждениях слизистой оболочки желудка, вызванной НПВС — не менее 4, при тройной антихеликобактерной терапии язвенной болезни — не менее 5, при язвенном кровотечении и экстрапищеводных проявлениях ГЭРБ — не менее 6.

### Препараты базисной и поддерживающей терапии
Единственным классом препаратов, способными обеспечить требуемое кислотоподавление, являются ингибиторы протонного насоса (ИПП). Поэтому они, в значительно большей степени, чем другие препараты могут претендовать на роль основных препаратов базисной терапии кислотозависимых заболеваний. Среди ИПП наибольший антисекреторный эффект дают эзомепразол и рабепразол. Кроме ИПП, согласно современным взглядам, в качестве основного препарата базисной терапии допускается применение Н2-блокатора фамотидина. Циметидин и ранитидин, не имея никаких преимуществ перед фамотидином, обладают заметно большим числом побочных эффектов. Н2-блокаторы 4-го и 5-го поколений не превосходят фамотидин по кислотоподавляющему действию.
В составе антихеликобактерной терапии ИПП также имеют преимущество перед остальными антисекреторными средствами. При этом разница по эффективности действия между различными ингибиторами протонного насоса при эрадикации Helicobacter pylori не обнаружена.
При поддерживающей терапии в качестве основного средства также рекомендуются ингибиторы протонного насоса, обычно в половинной дозе по отношению к базисной.

### Препараты «дополняющие» и «по требованию»
Однако ингибиторы протонного насоса имеют целый ряд недостатков. Большой латентный период (начало действия препарата после приёма), эффект «ночного кислотного прорыва», индивидуальная и расовая резистентность к различным ИПН (особенно «омепразоловая резистентность») доходящая, в отдельных ситуациях, до 40% пациентов. Поэтому приходится применять препараты других классов: при резистентности к ИПН — Н2-блокатор фамотидин, для коррекции ночного кислотного прорыва — дополнительная к ИПН вечерняя доза Н2-блокатора. Для профилактики язв, вызываемых приёмом нестероидных противовоспалительных препаратов — простагландины и т. д.
Отдельный класс составляют «препараты по требованию» — при возникновении симптомов того или иного заболевания: изжоги, болей в животе для их купирования применяют не препараты базисной терапии (в связи большим латентым периодом последних), а антациды или прокинетики (стимуляторы моторики ЖКТ) типа домперидона или метоклопрамида.
В настоящее время в клинической практике для лечения только язвенной болезни желудка и двенадцатиперстной кишки применяется более 500 различных препаратов.

## Препараты из группы A02BX, не зарегистрированные в России
В группу «A02BX Прочие противоязвенные препараты и препараты для лечения гастроэзофагеального рефлюкса», кроме тех, кто уже упомянут выше, входит целый ряд препаратов, созданных более 25 лет назад, не способных конкурировать по своим свойствам с современными антисекреторными препаратами и хотя часть из них ещё используется в некоторых странах, сегодня они представляют не более, чем исторический интерес. В России все перечисленные в этом разделе препараты не зарегистрированы. Ниже даны их краткие характеристики:

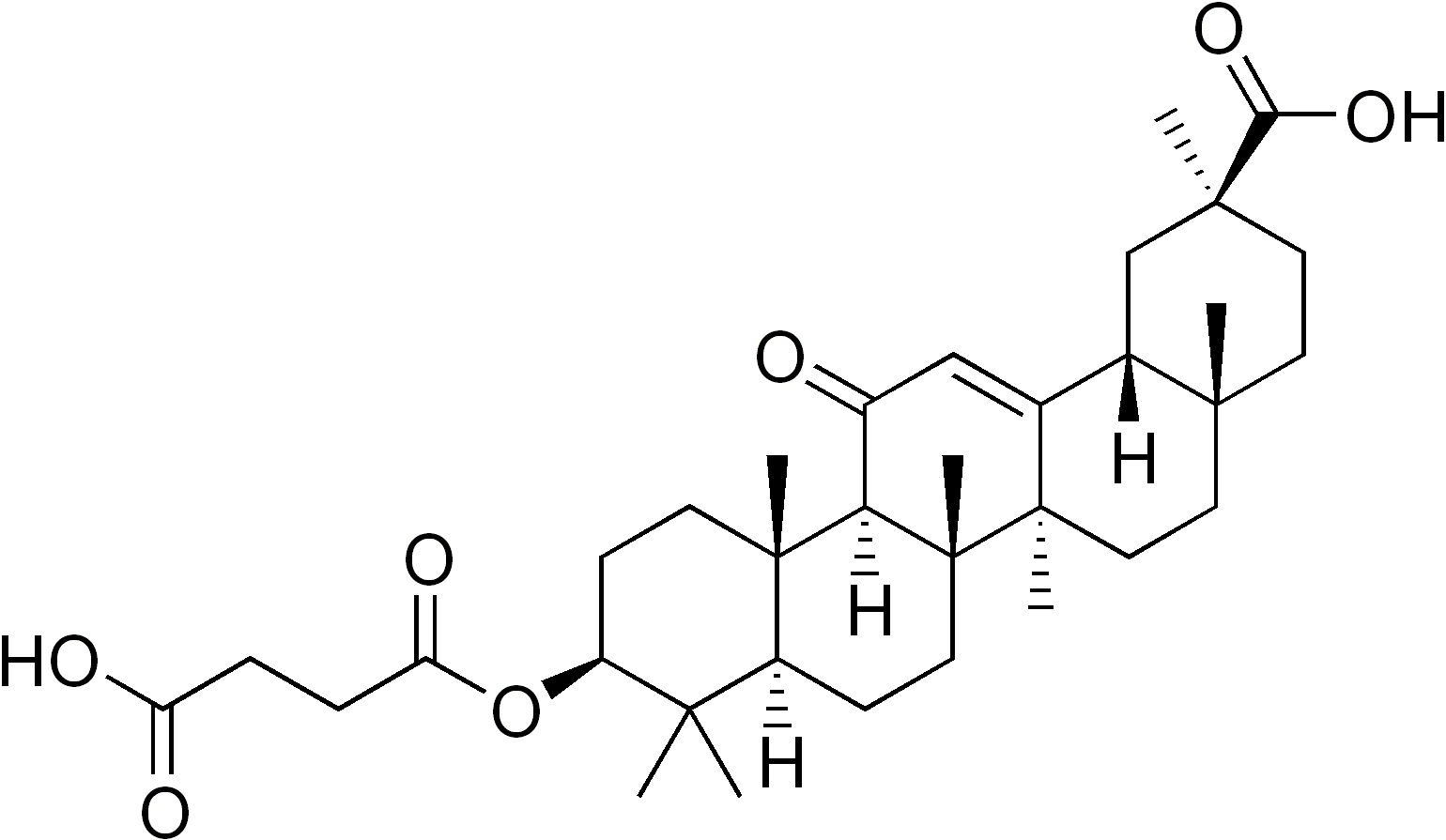
Карбеноксолон

### Карбеноксолон
Карбеноксолон, код АТХ A02BX01. Синтетическое производное глицирризиновой кислоты, в природе получаемой из корня солодки; противовоспалительное средство для лечения изъязвлений и воспалений слизистой оболочки рта, пищевода. Иногда рассматривается как цитопротектроное средство. В Великобритании рекомендован для лечения язв и воспалений пищевода (эзофагита).

### Ацетоксолон
Ацетоксолон, код АТХ A02BX09. Ацетат глицирризиновой кислоты (англ. acetylglycyrrhetinic acid), противоязвенное средство.

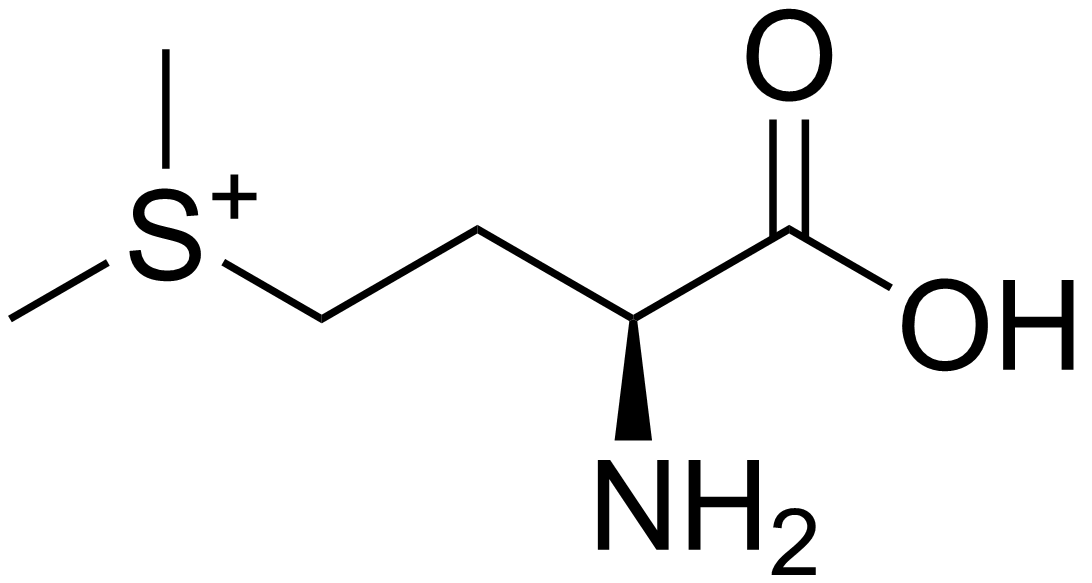
Метиосульфония хлорид

### Метиосульфония хлорид
Метиосульфония хлорид (метил-метионин-сульфоний), код АТХ A02BX04. Обладает выраженным цитопротективным действием на слизистую желудка и двенадцатиперстной кишки, способствует заживлению язвенных и эрозивных поражений.
В «натуральной медицине» метиосульфония хлорид называют витамином U (статус витамина является спорным) и считают, что недостаток этого витамина ведёт к образованию язв. Имеется, в том числе, в капусте, люцерне, сельдерее, непастеризованном молоке, яичном желтке. Современная наука не относит метиосульфония хлорид к витаминам.

### Гефарнат
Гефарнат, код АТХ A02BX07. Антацидное, спазмолитическое средство. Российская регистрация аннулирована в 1996 году.

### Сулгликотид
Сулгликотид, код АТХ A02BX08. Цитопротектор. Производится из двенадцатиперстных кишок свиней.

### Золмидин
Золмидин (вариант наименования: золимидин), код АТХ A02BX10. Цитопротектор, применяемый при лечении дуоденальных язв.

### Троксипид
Троксипид, код АТХ A02BX11. Используется при лечении гастроэзофагеальной рефлюксной болезни.

## Препараты группы А02B в перечне «Жизненно необходимые и важнейшие лекарственные средства»
Несколько препаратов из данной группы: ранитидин (раствор для внутривенного и внутримышечного введения), фамотидин (лиофилизат для приготовления раствора для внутривенного ведения; таблетки, покрытые пленочной оболочкой), омепразол (капсулы; капсулы кишечнорастворимые; лиофилизат для приготовления раствора для внутривенного введения; лиофилизат для приготовления раствора для инфузий; порошок для приготовления суспензии для приема внутрь; таблетки, покрытые оболочкой), висмута трикалия дицитрат (таблетки, покрытые оболочкой) включены в «Перечень жизненно необходимых и важнейших лекарственных средств».